# Operación Éxito
La Operación Éxito fue una audaz fuga de 49 presos políticos de la Cárcel Pública de Santiago el 30 de enero de 1990, a través de un túnel de 60 metros excavado durante 18 meses por militantes del Frente Patriótico Manuel Rodríguez (FPMR), del Partido Comunista y de la Juventud Comunista. Fue considerada como la fuga más grande de la historia de Chile y un golpe a la dictadura militar que estaba a punto de terminar.

## Antecedentes
La Operación Éxito se produjo en el marco de la transición a la democracia en Chile, luego del plebiscito de 1988 que rechazó la continuidad de Augusto Pinochet en el poder. Sin embargo, el régimen militar aún mantenía el control de las fuerzas armadas, el poder judicial y el legislativo, y reprimía a los sectores opositores. Los presos políticos que participaron en la fuga eran parte de la resistencia armada contra la dictadura, especialmente del FPMR, una organización político-militar nacida en 1983 al calor de las grandes protestas populares contra la dictadura de Pinochet y como parte de la política de la Rebelión Popular de Masas, auspiciada por el Partido Comunista y asumida por amplias capas de la sociedad chilena. Muchos de los militantes rodriguistas se formaron en la lucha revolucionaria en Cuba, Nicaragua, El Salvador y otros países latinoamericanos. Entre los fugados se encontraban siete condenados a muerte por el intento de asesinato del dictador Augusto Pinochet en el Cajón del Maipo en 1986.

## Planificación y ejecución
La Operación Éxito fue planificada y ejecutada por un grupo de militantes del FPMR, del Partido Comunista y de la Juventud Comunista, que contaron con el apoyo y la solidaridad de diversos sectores sociales, tanto dentro como fuera de la cárcel. Los familiares y amigos de los presos políticos colaboraron con la excavación del túnel, el transporte de los fugados y la difusión de la noticia. Los demás internos de la cárcel también cooperaron con la distracción de los guardias y la ocultación de la tierra.
El túnel tenía una longitud de 60 metros y una profundidad promedio de 4 metros. Su entrada estaba ubicada en una casa vecina a la cárcel, que fue alquilada por los militantes bajo identidades falsas. Su salida estaba situada en el patio número 7 del penal, donde se encontraban los presos políticos. El túnel estaba equipado con iluminación eléctrica, ventilación forzada y un sistema hidráulico para evitar inundaciones. La tierra extraída era transportada en sacos hasta un camión que luego la depositaba en un vertedero.
La fuga se realizó el 30 de enero de 1990, a las 19:30 horas, aprovechando el cambio de turno de los guardias. Los presos políticos salieron uno a uno por el túnel, ayudados por los militantes que estaban en ambos extremos. Una vez fuera, abordaron vehículos que los esperaban en las calles cercanas. La operación duró aproximadamente media hora y logró sacar a 49 presos políticos, sin que se produjera ningún disparo ni enfrentamiento.

## Repercusión y consecuencias
La Operación Éxito tuvo una gran repercusión mediática nacional e internacional, y generó diversas reacciones políticas. Mientras que el gobierno militar condenó el hecho como un acto terrorista y desplegó un gran operativo policial para recapturar a los fugados, los partidos democráticos lo calificaron como una consecuencia lógica de la falta de justicia y libertad en el país. Algunos sectores sociales celebraron la fuga como una hazaña heroica y una muestra de dignidad humana. La Iglesia Católica ofreció su mediación para garantizar la seguridad y los derechos humanos de los fugados.
La Operación Éxito fue un ejemplo de la resistencia popular contra el régimen pinochetista y un saludo a la democracia que el país anhelaba recuperar muy pronto. De hecho, solo dos meses después se realizó el traspaso del poder al presidente electo Patricio Aylwin, quien inició el proceso de reconciliación nacional y de justicia transicional.
La Operación Éxito también tuvo una resonancia internacional, ya que algunos de los fugados eran hijos de exiliados republicanos españoles que habían llegado a Chile en 1939 a bordo del Winnipeg, el barco que Pablo Neruda rescató a más de 2.500 republicanos de los campos de concentración franceses. Estos fugados tenían doble nacionalidad y recibieron el apoyo diplomático de España para evitar su extradición. Además, la fuga fue reconocida por otros países y organizaciones que apoyaban la causa democrática en Chile y condenaban las violaciones a los derechos humanos cometidas por la dictadura.
De los 49 fugados, solo 13 fueron recapturados por las fuerzas de seguridad. El resto logró escapar al exilio o a la clandestinidad, donde continuaron su militancia política. Algunos de ellos regresaron a Chile tras el retorno a la democracia, otros permanecieron en el extranjero o fallecieron. La mayoría de ellos ha dado testimonio de su experiencia y ha participado en diversas actividades culturales y sociales relacionadas con la memoria histórica y los derechos humanos.